# Barbu Zaharescu
Barbu Zaharescu (pe numele său real Bercu Zuckerman, n. 11 martie 1906, Bârlad, Tutova, România – d. 14 noiembrie 2000) a fost un economist român de origine evreiască , membru al Partidului Comunist din România din 1923, simpatizant comunist, profesor la Universitatea din București și membru al Academiei Române. 
În anul 1949 a participat în calitate de martor al apărării la procesul de spionaj al lui Solvan Vițianu Solomon de la Winterthur, Elveția. Era deja numit profesor de economie politică la Universitatea București (fără a deține titlul de doctor).
A îndeplinit mai multe funcții în timpul regimului comunist: rector al Institutului „Maxim Gorki” (1952), ulterior ambasador în Argentina (1955-1956), Turcia (1956-1959), China și RPD Vietnam (1959-1961). A fost membru al CC al PMR/PCR (1955-1974) și membru al Comisiei Centrale de Revizie (1974-1984).
A fost printre cei admiși să prezinte teza de doctorat în 1954 fără să îndeplinească cerințele preliminare.

## Lucrări publicate
În orice caz, conform datelor din catalogul Bibliotecii Centrale Universitare București (BCUB)[vezi:http://www.bcub.ro/], Barbu Zaharescu este autorul a următoarelor lucrări:
- "Curs elementar de economie politică" (1949)
- "Despre Capitalul lui Karl Marx" (1948)
- "Karl Marx: despre procesul de circulație al capitalului" (1955)
- "Karl Marx: despre procesul de ansamblu al producției capitaliste" (1965)
- "Manual de economie politică pentru învățămîntul mediu" (1948)
- "Manual unic de economie politică pentru cursul superior"
- "Pavel Tcacenco" (1945)

## Distincții
- Medalia „A cincea aniversare a Republicii Populare Române” (24 decembrie 1952) „pentru lupta și munca duse în vederea făuririi, consolidării și prosperării Republicii Populare Române”[7]
- Ordinul Muncii clasa I (7 martie 1956) „cu prilejul împlinirii a 50 de ani de la naștere și pentru îndelungată activitate în mișcarea muncitorească”[8]
- Ordinul „23 August” clasa a III-a (12 august 1959) „pentru îndelungată activitate în mișcarea muncitorească, pentru contribuția activă la răsturnarea dictaturii militaro-fasciste și instaurarea regimului democrat-popular, pentru merite deosebite în opera de construire a socialismului”[9]
- Medalia „40 de ani de la înființarea Partidului Comunist din Romînia” (6 mai 1961) „pentru activitate îndelungată în mișcarea muncitorească și merite în opera de construire a socialismului”[10]
- Ordinul „Steaua Republicii Populare Romîne” clasa a II-a (18 august 1964) „pentru merite deosebite în opera de construire a socialismului, cu prilejul celei de a XX-a aniversări a eliberării patriei”[11]
- Ordinul „Tudor Vladimirescu” clasa a II-a (30 aprilie 1966) „cu prilejul celei de-a 45-a aniversări de la înființarea Partidului Comunist din România, pentru îndelungată activitate în mișcarea muncitorească și merite deosebite în opera de construire a socialismului”[12]
- Ordinul „Meritul Științific” clasa a II-a (26 septembrie 1966) „pentru merite deosebite în activitatea științifică, cu prilejul Centenarului Academiei Republicii Socialiste România”[13]
- titlul de Erou al Muncii Socialiste și medalia de aur „Secera și ciocanul” (4 mai 1971) „cu prilejul aniversării a 50 de ani de la constituirea Partidului Comunist Român, [...] pentru activitate îndelungată în mișcarea muncitorească și merite deosebite în opera de construire a socialismului în patria noastră”[14]
- Ordinul „Meritul Cultural” clasa I (7 mai 1981) „pentru rezultatele obținute în îndeplinirea cincinalului 1976–1980, pentru contribuția deosebită adusă la înfăptuirea politicii Partidului Comunist Român de făurire a societății socialiste multilateral dezvoltate în patria noastră, cu prilejul aniversării a 60 de ani de la făurirea Partidului Comunist Român”[15]